# Jerezano (Luis Parra Fernández)
Pour les articles homonymes, voir Jerezano.
Ne doit pas être confondu avec Luis Parra.
Luis Parra Fernández  dit « Jerezano », né à Jerez de la Frontera, (Espagne) le 15 mars 1968, est un matador espagnol. Son apodo est le même que celui  de  son père Luis Parra García « Jerezano » né lui aussi à  Jerez de la Frontera en 1940,.

## Présentation et carrière
Luis Parra Fernández « Jerezano »,  prend son  alternative après 36 novilladas piquées des mains de Paco Ojeda avec pour témoin Espartaco, devant le taureau Duque de la ganadería Juan Pedro Domecq.
En France il débute  dans les arènes de Palavas-les-Flots en compagnie de  Nimeño II et de Espartaco le 8 août 1987 devant du bétail de Lourdes Martín. Au Mexique, le 26 décembre 1989, à Torreón avec Roberto Miguel et « El Zotoluco », il affronte des taureaux Piedras Negras, élevage mexicain dont le comportement est comparable à celui des Miuras : des taureaux qui « apprennent » vite et qui compliquent le travail du matador.
Il confirme son alternative à Madrid le 9 août 1992 devant Encarado, taureau de l'élevage Hernández Barrera avec pour parrain José Luis Seseña  et pour témoin José Maña « Plaza ».
À partir de là, sa carrière de matador décline, il a peu de contrats et il semble tombé dans l'oubli d'après la brièveté des notices taurines le concernant.